# Juan Manuel Gárate Cepa
Juan Manuel Gárate Cepa (Irun, 24 d'abril de 1976) és un ciclista basc, ja retirat, que fou professional des del 2000 fins al 2014. Durant la seva carrera esportiva va córrer als equips Lampre (2000-2004), Saunier Duval (2005), Quick Step (2006-2008), Rabobank (2009-2012) i Belkin (2013-2014).
Destaquen les seves actuacions al Giro d'Itàlia, cursa en la qual finalitzà quatre vegades entre els deu primers i en què guanyà una etapa i el Gran Premi de la Muntanya el 2006. En el seu palmarès també destaca una victòria d'etapa a la Volta a Espanya de 2001, el campionat d'Espanya en ruta del 2005 i la 20a etapa del Tour de França de 2009 amb final al Ventor.

## Palmarès
- 1998
  - 1r a la Pujada a Gorla
- 1999
  - 1r a la Pujada a Gorla
- 2001
  - Vencedor d'una etapa a la Volta a Espanya
- 2002
  - Vencedor d'una etapa del Giro del Trentino
  - Vencedor d'una etapa de la Volta a Suïssa
- 2005
  - Campíó d'Espanya en ruta
- 2006
  - Vencedor d'una etapa del Giro d'Itàlia i  1r del Gran Premi de la Muntanya
- 2009
  - Vencedor de la 20a etapa del Tour de França

### Resultats al Tour de França
- 2005. 66è de la classificació general
- 2006. 72è de la classificació general
- 2007. 21è de la classificació general
- 2009. 62è de la classificació general. Vencedor d'una etapa
- 2010. 35è de la classificació general
- 2011. No surt (9a etapa)

### Resultats a la Volta a Espanya
- 2000. 62è de la classificació general
- 2001. 37è de la classificació general. Vencedor d'una etapa
- 2002. Abandona
- 2003. 69è de la classificació general
- 2004. 23è de la classificació general
- 2007. 30è de la classificació general
- 2008. 15è de la classificació general
- 2009. 38è de la classificació general
- 2010. 46è de la classificació general
- 2011. 66è de la classificació general
- 2012. 42è de la classificació general

### Resultats al Giro d'Itàlia
- 2001. 20è de la classificació general
- 2002. 4t de la classificació general
- 2004. 10è de la classificació general
- 2005. 5è de la classificació general
- 2006. 7è de la classificació general. Vencedor d'una etapa.  1r del Gran Premi de la Muntanya
- 2008. 37è de la classificació general
- 2012. 59è de la classificació general
- 2013. 31è de la classificació general